# 9465 Fergusonsam
9465 Fergusonsam este o planetă minoră (asteroid), cu un diametru de 6,862 km, din centura de asteroizi. A fost descoperită pe 23 aprilie 1998 la Experimental Test Site⁠(d) de Lincoln Near-Earth Asteroid Research. 
Obiectul prezintă o orbită caracterizată de o semiaxă mare de 3,0418527 UAi, o excentricitate de 0,1, o înclinație de 11,01139 ° în raport cu ecliptica.